# Funisciurus substriatus
Funisciurus substriatus је сисар из реда глодара и породице веверица (Sciuridae).

## Распрострањење
Ареал врсте покрива средњи број држава. Врста је присутна у Нигеру, Бенину, Буркини Фасо, Гани и Тогу.

## Станиште
Станишта врсте су шуме и саване.

## Угроженост
Подаци о распрострањености ове врсте су недовољни.